# Eucalyptus effusa
Eucalyptus effusa är en myrtenväxtart som beskrevs av Murray Ian Hill Brooker. Eucalyptus effusa ingår i släktet Eucalyptus och familjen myrtenväxter. Inga underarter finns listade i Catalogue of Life.